# Euphorbia biharamulensis
Euphorbia biharamulensis är en törelväxtart som beskrevs av Susan Carter. Euphorbia biharamulensis ingår i släktet törlar, och familjen törelväxter. Inga underarter finns listade i Catalogue of Life.